# Doctor Jivago
|  | Per la pel·lícula vegeu Doctor Jivago (pel·lícula) |

El Doctor Jivago (en algunes traduccions també Doctor Givago; en rus: Доктор Живаго) és una novel·la del segle xx escrita per l'escriptor rus Borís Leonídovitx Pasternak. La novel·la narra la lluita personal d'un home rus, d'una gran sensibilitat, per trobar el seu lloc i sentir-se feliç. El context històric, gran protagonista de la novel·la, ens situa en el període que va des de la revolució de 1917 fins a la dictadura estalinista.

## Argument
La novel·la narra trenta anys de la vida del protagonista. En aquests trenta anys Givago sobreviu als esdeveniments, que no són pocs, i intenta viure la seva vida adaptant-se a les noves circumstàncies. Givago parteix d'una vida burgesa perfecta. Malgrat ésser orfe, s'ha criat en una bona família. Escriu poesia. Ha esdevingut metge i s'ha casat amb la seva gran amiga d'infantesa: Tònia. Tot va com una seda i la vida li és fàcil. Aleshores la gran Rússia es comença a despertar del seu silenci i no ho fa plàcidament. Guerra, revolució, molta misèria humana,... en Givago ho viu en primera persona, és metge. La màgia de la vida li regala una companya de fatigues: la Lara. Malgrat que el vent els bufa en contra i no els és possible encarrilar una vida plegats, com sí que ho havia fet en Givago amb la Tònia, Givago i Lara s'estimen. Lara serà la musa de Givago.

## Estil
El Doctor Givago és una novel·la de ritme molt lent. És molt densa a causa del gran nombre d'esdeveniments que s'hi mencionen; tot i així gràcies a les molt bones descripcions que en fa l'autor, aquest llibre gaudeix de molt bones imatges. Per exemple: els paisatges que es veuen des del tren quan la família fuig de Moscou cap a Varikino estan perfectament explicats i t'hi trobes passant fred. També, les fredes nits d'hivern amb l'udol dels llops a fora que junts passen Lara i la seva filleta amb Givago. Són alguns dels moments de la novel·la en què el temps s'atura. El ritme arriba a esdevenir extremadíssimament lent. No hi fa res, però. Les escenes que ha narrat l'autor són dignes dels millors fotogrames del cinema.

## Traduccions al català
- Pasternak, Borís; Joan Cornudella i Barberà (traductor). Doctor Givago. 1987a ed..  Barcelona: Edicions 62, 2002 (Col·lecció Premi Nobel, núm. 12.). ISBN 978-84-297-5192-5 [Consulta: 12 març 2011].